# Rybářská spojka

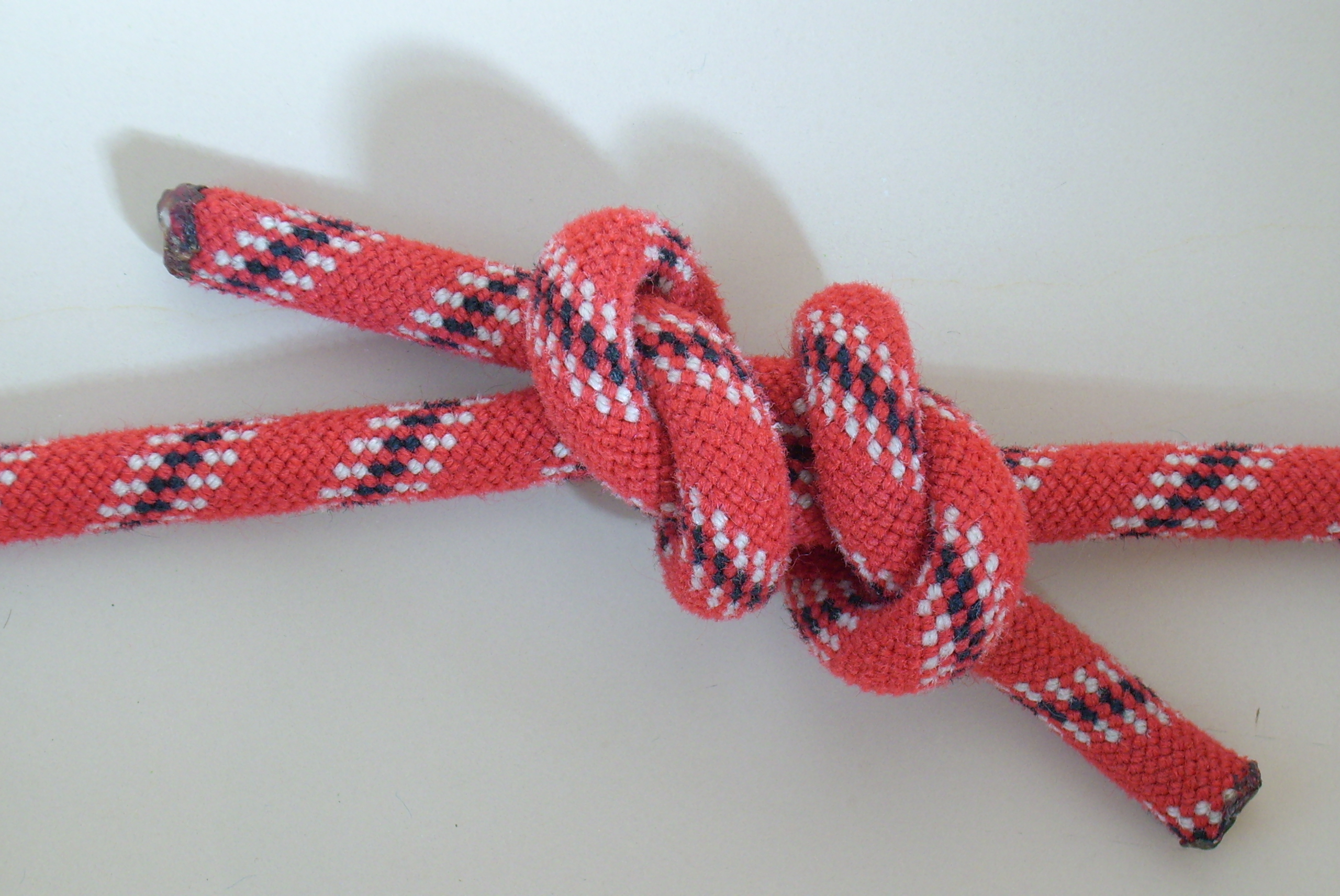
Hotová (zatažená, uvázaná) rybářská spojka z lícového pohledu

Rybářská spojka (známa pod neoficiálním označením jako: autíčka; rybařík; rybářský uzel; vlascový uzel) je uzel sloužící ke spolehlivému a úhlednému svázání dvou podobně tenkých nebo silných, tuhých nebo kluzkých (typicky například mokrých) vlasců, provázků nebo lan. Je jedním z mála uzlů, který se používá k navazování rybářských vlasců (drží na nich) a odtud získal i svůj název. V horolezectví se příliš nepoužívá, protože výhoda jednoduššího vázání oproti dvojitému rybářskému uzlu je prakticky zanedbatelná a ve všech ostatních aspektech je horší.

## Popis
Původem se jedná o uzel starověkého původu. Svojí podstatou jde o „zasekávací“ uzel, jehož uvolnění po zatažení (použití) je obtížné nebo nemožné; uzel je po utažení kompaktní a pracovní konce lze oříznout velmi blízko uzlu. Lze jej také snadno svázat studenýma a mokrýma rukama. Pokud je rybářský uzel používán na kluzkých vlascích, nemusí vždy bezpečně držet a může sklouznout. Pokud je vyžadována větší přídržná síla, používá se raději „víceotáčkový“ dvojitý rybářský uzel nebo dokonce trojitý rybářský uzel. Při pletení se rybářská spojka používá ke spojení dvou pramenů příze.

## Vázání
Vázání rybářské spojky je poplatné její relativní konstrukční jednoduchosti: dvě očka uvázaná volnými konci svým způsobem „symetricky“ okolo pevných konců vždy navzájem protějších lan a ve finále zatažená těsně k sobě.
- Přípravu na vázání zahájíme tím, že nejprve lanka srovnáme paralelně (leč protisměrně, tj. konce lan musí mířit „ven“ z místa budoucího uzlu) k sobě.[1] (Jedno lanko leží svým volným koncem proti druhému volnému konci druhého lanka.[2])
- V prvním kroku přivážeme očkem volný konec prvního lanka ke druhému lanku tak, že očko obepne toto druhé lanko a to se pro očko stane lankem „vodicím“.[1] Směr obepnutí (vedení) očka kolem „vodicího“ lanka si zapamatujeme.[2]
- Ve druhém kroku přivážeme očkem volný konec druhého lanka k lanku prvnímu.[1] (první lanko se stane pro druhé očko „vodicím“ lankem.) Oba uzly (očka) musí být vázány stejným způsobem (buď oba „shora“ nebo oba „zdola“ kolem vodicího lanka).[1] Pokud není tato zásada dodržena, očka do sebe po utažení správně nezapadnou.[2]
- Ve třetím kroku zatáhneme za lanka tak, že se „pojízdné“ uzly sjedou směrem k sobě (jako „autíčka“, odtud ten lidový název) a při utažení se k sobě přiblíží po vodicích lancích tak, že se o sebe zarazí a zaseknou se do sebe.[1]

## Rozvazování
Rozvazování rybářské spojky spočívá v tom, že se volné konce lana (v místě u uzlu) zatáhnou od sebe, „autíčka se rozjedou směrem od sebe“ a následně se očka (uzly) snadněji odvážou od vodorovných vodicích lanek.

## Chyby při vázání
- Očka do sebe nezapadají, protože nebyla na vodicích lankách vázána stejným způsobem (obě shora nebo obě zdola vzhledem k vodícícm lankům). Tato chyba se projeví nejen na výsledném estetickém dojmu se zatažené rybářské spojky, ale především na horší pevnosti samotného uzlu.[2]
- Očka jsou uvázána na nesprávných koncích lana, takže při zatažení za pevné konce lan sjedou očka z volných konců.[2] Volný konec jednoho lana je jen volně zasunut do očka z druhého lana a jeho vytažení brání jen zatažení onoho druhého očka.[2] Chyba se obtížně opticky detekuje speciálně při spojování dvou stejnobarevných lan.[2]

## Galerie

Postup vázání rybářského uzlu
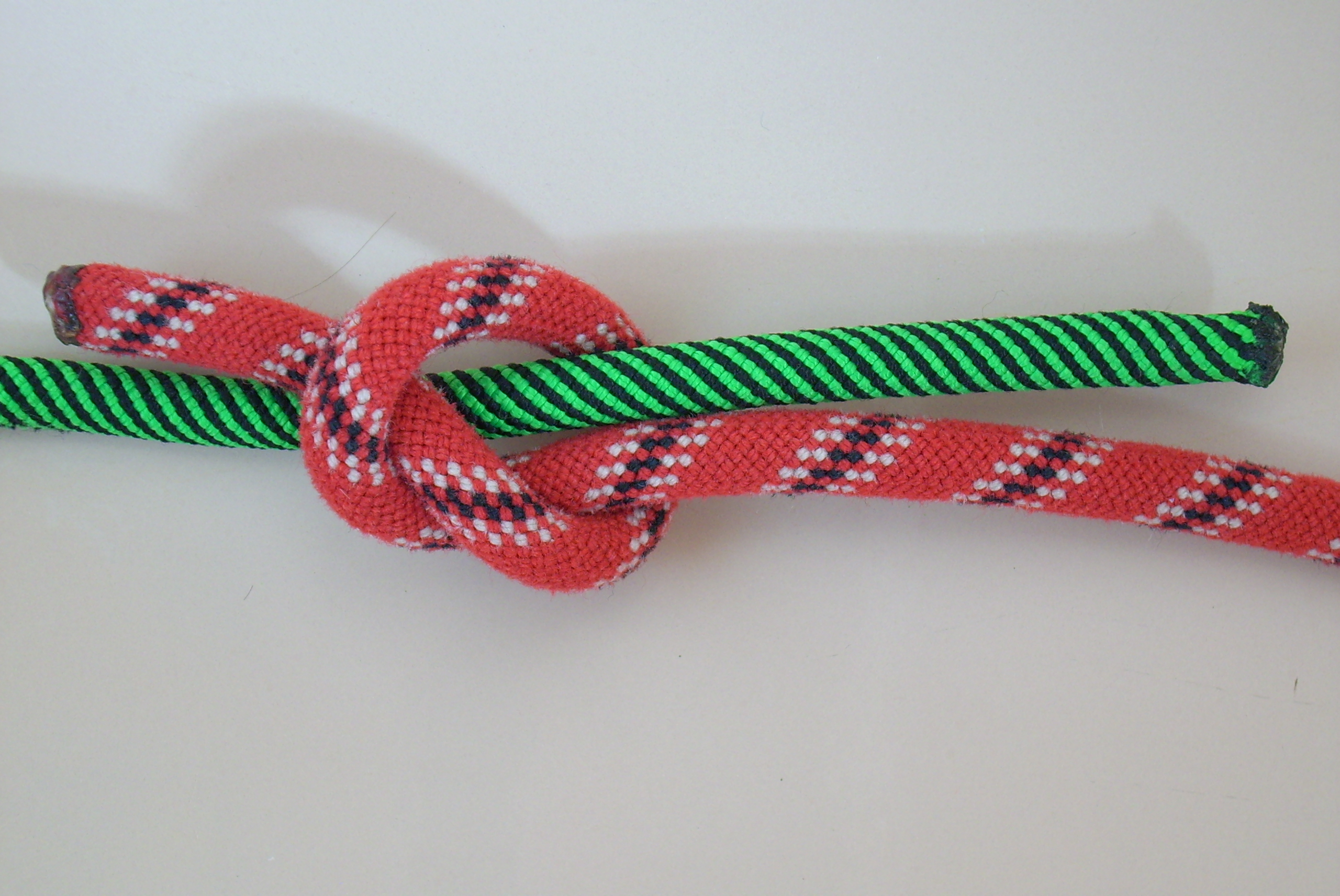
Krok 1: První uzel (červené lanko) vedený „shora“ přes vodorovný (zelené lanko)
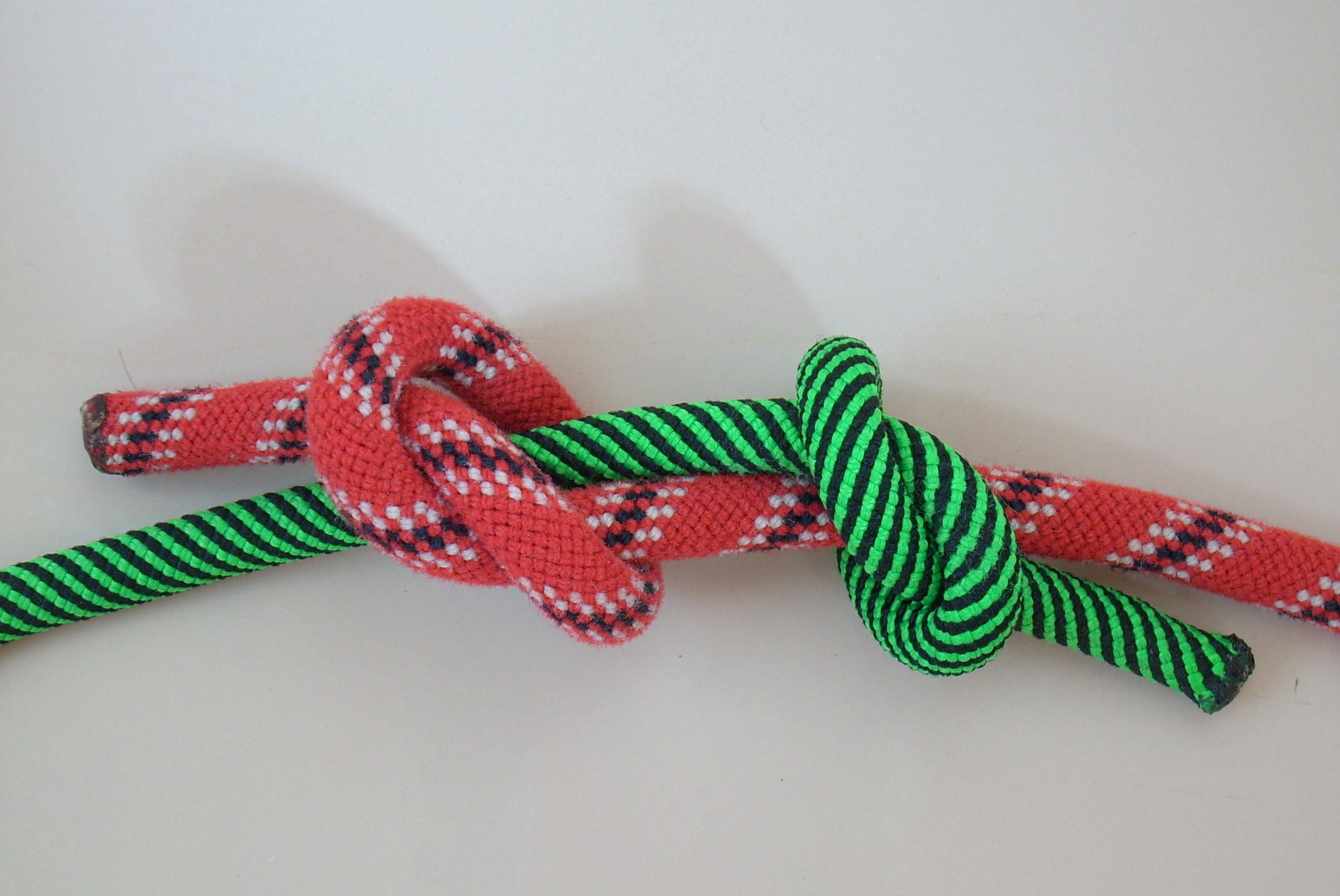
Krok 2: Druhý uzel (zelené lanko) vedený opět shodně „shora“ přes vodorovný (červené lanko)
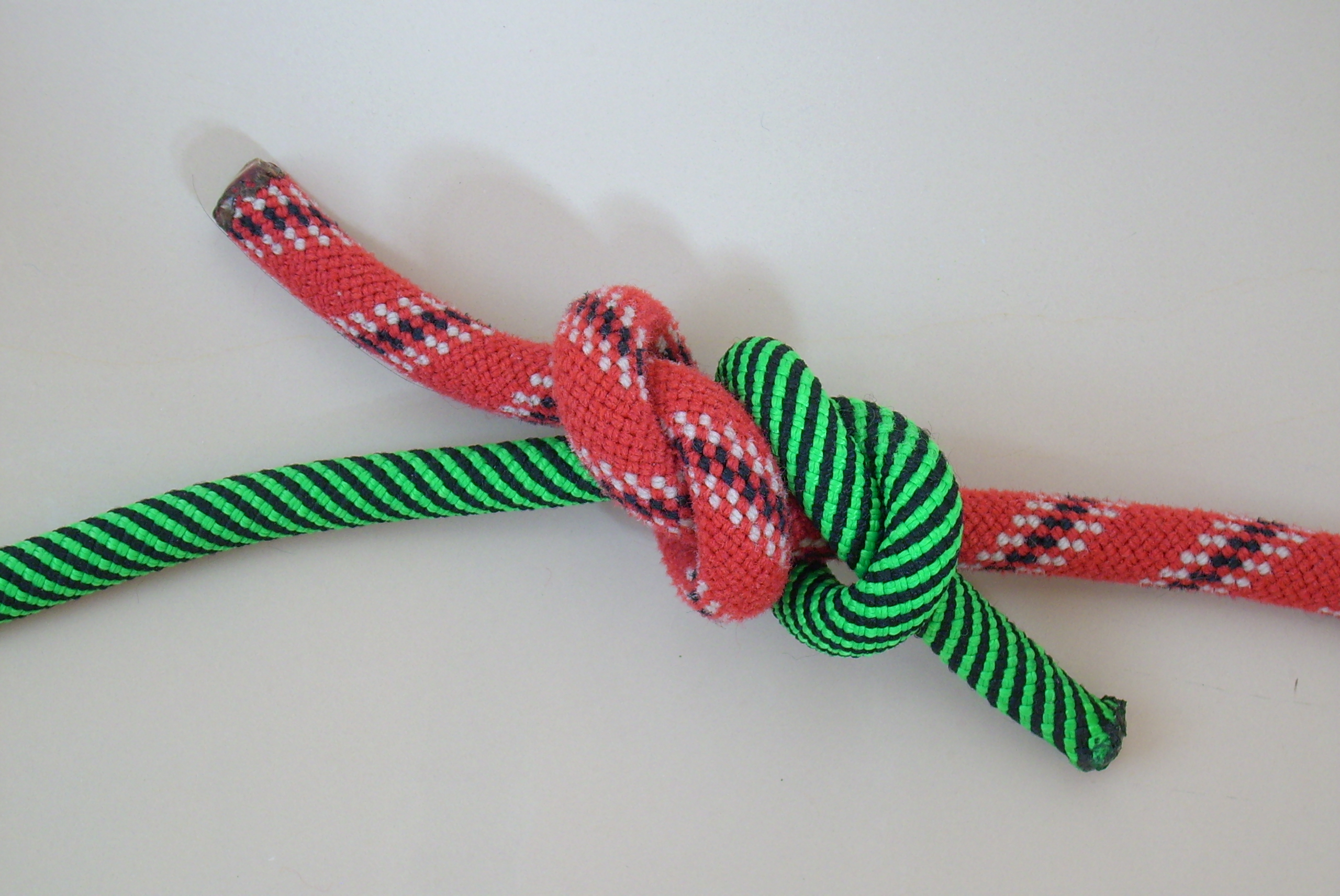
krok 3: Utažení (přitažení) „pojízdných“ uzlů k sobě (tažením za delší volné konce obou lanek)